# Sitticus uber
Sitticus uber là một loài nhện trong họ Salticidae.
Loài này thuộc chi Sitticus. Sitticus uber được María Elena Galiano & Léon Baert miêu tả năm 1990.